# 斑噪钟鹊
斑噪钟鹊（学名：Strepera graculina），为燕鵙科噪燕鵙屬的一种。大小与乌鸦相似，平均体长48厘米。，身体大部分为黑色，尾下和翅膀上有白色斑块，虹膜黄色，喙部粗大。目前有6个亚种被记录。分布于澳大利亚东部地区。